# Viktoriabron, Skellefteå
Viktoriabron i Skellefteå är en fyrfilig bro över Skellefte älv och utgör även E4. Den är 200 meter lång. Bron invigdes 1961 och kompletterade då den trånga Parkbron. Bron har även en lokal funktion, eftersom den förbinder de norra stadsdelarna av Skellefteå med de södra. Bron har fått sitt namn efter den 80 år äldre Viktoriagatan (som är namngiven efter Victoria av Baden), till vilken den ansluter i norr. Viktoriagatan börjar i söder vid Viktoriabron och slutar i norr vid trafikplatsen där Riksväg 95/Länsväg 372 korsar E4. 

## Viktoriagatan
Viktoriagatan, eller Viktoriaesplanaden (numera E4:an), är en av de två esplanader som stadsplanen 1883 resulterade i. Den följer ungefär Boströmsbäcken i nord-sydlig riktning och utgör därmed gräns till den då nyligen inköpta stadsdelen öster därom. Denna gata fick sitt namn 1882 "till minne av kronprinsessans Viktorias intåg i landet". Öster om korsningen Kanalgatan/Viktoriagatan ligger Viktoriaplatsen.